# 圣玛丽县 (留尼汪)
圣玛丽县（法語：canton de Sainte-Marie）是法国海外省留尼汪的一个县（省级选区），中央投票站位于圣玛丽。该县仅涵盖圣玛丽1个市镇。